# Fronte Popolare (Tunisia)
Il Fronte Popolare (abbreviazione di Fronte Popolare per la Realizzazione degli Obiettivi della Rivoluzione) è un'alleanza elettorale tunisina di sinistra composta da partiti politici e indipendenti.
La coalizione è stata fondata nell'ottobre del 2012 da dodici partiti di sinistra, tra i quali il Partito dei Lavoratori, il Movimento dei Patrioti Democratici (poi Partito Unificato dei Patrioti Democratici), Tunisia Verde, il Movimento dei Democratici Socialisti (che in seguito se ne distaccherà), il Movimento Baʿth Tunisino e il Partito dell'Avanguardia Democratica Araba (due diversi partiti vicini al Partito Baʿth iracheno), e altri partiti progressisti. Circa 15.000 persone hanno partecipato al primo congresso della coalizione a Tunisi.

## Storia
La rivoluzione tunisina del 2011 ha segnato la fine della carriera politica del presidente Ben Ali e la dissoluzione del suo Raggruppamento Costituzionale Democratico. Le successive elezioni politiche sono state vinte dal movimento islamista Ennahda e dai suoi alleati, il Forum Democratico del Lavoro e delle Libertà, il Partito Democratico Progressista e il Congresso per la Repubblica.

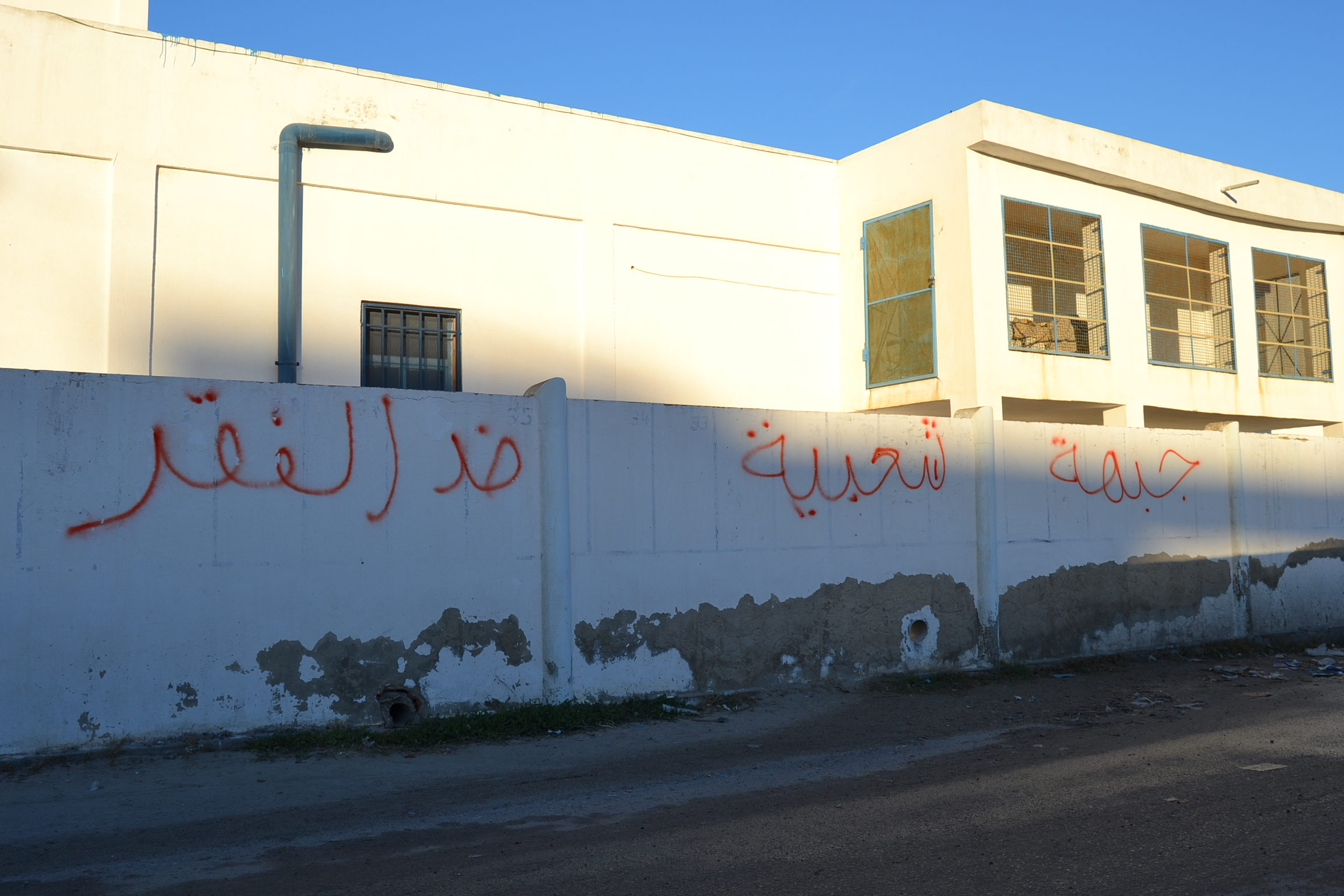
Il graffito dice: "Fronte Popolare contro la povertà".

Beji Caid Essebsi, dal 1990 al 1991 Presidente del Parlamento sotto Ben Ali, ha quindi deciso di ritornare alla politica attiva fondando un nuovo partito, Nidaa Tounes, composto per la maggior parte da cittadini laici, esponenti dell'alta borghesia, antichi aderenti al Partito Socialista Desturiano ed ex quadri del Raggruppamento Costituzionale Democratico di Ben Ali. Il nuovo partito ha trovato alleati in alcuni partiti centristi e della destra laica e si è affermato come principale partito di opposizione, con il 20% dei consensi.
La fondazione di Nidāʾ Tūnus ha conferito al paesaggio politico tunisino una struttura rigidamente bipolare che i partiti di sinistra hanno cercato di spezzare con la fondazione del Fronte Popolare, per farsi eredi delle rivendicazioni sociali della rivoluzione e offrire ai tunisini un'alternativa fortemente progressista all'islamismo politico e ai centristi in vista delle elezioni politiche del 2014.

### Assassinio di Chockri Belaid
Chokri Belaid, leader del Partito Unificato dei Patrioti Democratici e coordinatore del Fronte Popolare, è stato assassinato da uno sconosciuto il 6 febbraio 2013. Circa 1.400.000 persone hanno preso parte al suo funerale, mentre alcuni manifestanti si sono scontrati con la polizia e i sostenitori di Ennahda che stavano partecipando a una manifestazione separata. Il movimento Ennahda al potere ha negato ogni coinvolgimento nell'omicidio. Il Fronte Popolare, insieme al Partito Repubblicano e a Nidaa Tounes, ha annunciato in seguito il ritiro dall'Assemblea Nazionale e l'organizzazione di uno sciopero generale.

### Assassinio di Mohamed Brahmi
Il 9 aprile 2013 Mohamed Brahmi, segretario generale del gruppo di opposizione Movimento del Popolo (Echaab, ossia al-Shaʿb, "Il popolo"), ha annunciato la decisione del suo movimento di unirsi al Fronte Popolare. Il 25 luglio dello stesso anno Brahmi è stato assassinato. Numerose proteste sono scoppiate nelle strade in seguito all'omicidio.

### Omicidio di Mohamed Belmufti
Il 26 luglio 2013, durante una manifestazione a Gafsa in ricordo di Brahmi, Mohamed Belmufti, militante del Fronte Popolare ed ex capolista del partito liberale Afaq Tunus (Afek Tounes), viene colpito alla testa da un lacrimogeno e muore.
Al Moutawasset (al-Mutawassiṭ), un canale televisivo vicino a Ennahda, deforma l'accaduto sostenendo che Belmuft fosse membro della Lega di Protezione della Rivoluzione, milizia islamista favorevole al regime e che fosse stato ucciso dall'opposizione.

### Risultati elettorali
Alle elezioni politiche del 2014 il Fronte Popolare ottiene 15 seggi all'Assemblea Nazionale.

## Partiti membri (2014)
| Partito                                               | Leader                  | Ideologia                    | Seggi   |
| ----------------------------------------------------- | ----------------------- | ---------------------------- | ------- |
| Partito dei Lavoratori                                | Hamma Hammami           | Marxismo-leninismo/Hoxhaismo | 3 / 217 |
| Partito Unificato dei Patrioti Democratici            | Zied Lakhdhar           | Marxismo panarabo            | 1 / 217 |
| Democratici Patriottici (Watad)                       | Jamel Lazhar            | Marxismo-leninismo           |         |
| Lega di Sinistra dei Lavoratori                       | Jalel Ben Brik Zoghlami | Trotskismo                   |         |
| Partito Popolare per la Libertà e il Progresso (PPLP) | Jalloul Azzouna         | Socialismo                   |         |
| Fronte Popolare Unionista                             | Amor Mejri              | Marxismo panarabo            |         |
| Corrente del Popolo                                   | Zouhair Hamdi           | Nasserismo                   |         |
| Movimento Tunisino Ba'ath                             | Othmen Bel Haj Amor     | Ba'athismo                   |         |
| Partito dell'Avanguardia Democratica Araba            | Kheireddine Souabni     | Ba'athismo                   |         |
| Il Polo (al Qotb)                                     | Riadh Ben Fadhel        |                              |         |